# Loverman EP²
Loverman EP² – singel Martina L. Gore’a, członka Depeche Mode, promujący album Counterfeit². Nagrań live dokonano 30 kwietnia 2003 podczas piątego koncertu trasy  A Night With Martin L. Gore Tour w Mediolanie (Włochy).
Singel o numerze katalogowym DVD MUTE 322 lub DVD MUTE 322 NTSC wydany został pod nazwą Loverman EP2+ i zawierał DVD wraz z singlem o numerze katalogowym CD MUTE 322.

## Wydany w krajach
- Unia Europejska (12„, CD, DVD)
- Wielka Brytania (12”, CD-R)

## WydaniaMute
- numer katalogowy: 12 MUTE 322, wydany 2003, format: 12”, kraj: Unia Europejska:
  1. Loverman (Bola Remix) – 6:46
  2. Loverman (Bola Instrumental) – 6:46
  3. Das Lied vom einsamen Mädchen (Turner Remix) – 5:04
  4. Das Lied vom einsamen Mädchen (Lawrence Remix) – 8:48

- numer katalogowy: 12 MUTE 322, wydany 2003, format: 12”, kraj: Wielka Brytania:
  1. Loverman (Bola Remix) – 6:46
  2. Loverman (Bola Instrumental) – 6:46
  3. Das Lied vom einsamen Mädchen (Turner Remix) – 5:04
  4. Das Lied vom einsamen Mädchen (Lawrence Remix) – 8:48

- numer katalogowy: P12 MUTE 322, wydany 2003, format: 12”, kraj: Unia Europejska:
  1. Loverman (Bola Remix) – 6:46
  2. Loverman (Bola Instrumental) – 6:46
  3. Das Lied vom einsamen Mädchen (Turner Remix) – 5:04
  4. Das Lied vom einsamen Mädchen (Lawrence Remix) – 8:48

- numer katalogowy: CD MUTE 322, wydany 2003, format: CD, kraj: Unia Europejska:
  1. Loverman (Radio Edit) – 4:13
  2. Loverman (Bola Remix) – 6:46
  3. Das Lied vom einsamen Mädchen (Turner Remix) – 5:04
  4. Das Lied vom einsamen Mädchen (Lawrence Remix) – 8:48

- numer katalogowy: CD MUTE 322, wydany 2003, format: CD-R, kraj: Wielka Brytania:
  1. Loverman (Radio Edit) – 4:13
  2. Loverman (Bola Remix) – 6:46
  3. Das Lied vom einsamen Mädchen (Turner Remix) – 5:04
  4. Das Lied vom einsamen Mädchen (Lawrence Remix) – 8:48

- numer katalogowy: DVD MUTE 322 lub DVD MUTE 322 NTSC, wydany 2003, format: DVD+CD, kraj: Unia Europejska:
  1. In My Time of Dying
  2. Stardust
  3. I Cast a Lonesome Shadow
  4. Lost in the Stars
  5. Loverman
  6. Counterfeit² Interview
  7. Loverman (Radio Edit) – 4:13
  8. Loverman (Bola Remix) – 6:46
  9. Das Lied vom einsamen Mädchen (Turner Remix) – 5:04
  10. Das Lied vom einsamen Mädchen (Lawrence Remix) – 8:48